# 青年左翼 (瑞典)
青年左翼（瑞典語：Ung Vänster）是瑞典的一个左翼青年组织，是左翼党的青年翼。
该组织的历史可追溯至1903年成立的社会民主青年协会（瑞典社会民主工人党的青年翼）。1917年5月，社会民主青年协会联合瑞典社会民主工人党左翼建立瑞典社会民主左翼党，并成为后者的青年翼。1919年，瑞典社会民主左翼党加入共产国际，并改名为瑞典共产党，社会民主青年协会也随之加入青年共产国际，并改名为“瑞典青年共產主義聯盟”。1952年，瑞典共产党组建吸收对象更广泛的“民主青年”组织，与瑞典青年共產主義聯盟并存。1958年，瑞典青年共產主義聯盟和“民主青年”合并为一个组织，取名“民主青年”。1967年，极左翼分子掌握“民主青年”的领导权，并脱离瑞典共产党（同年，改名为“左翼党—共产党人”），成立马列主义斗争联盟。1970年5月5日，“左翼党—共产党人”重建青年翼，取名为“共产主义青年”。1990年，“左翼党—共产党人”改名为“左翼党”，“共产主义青年”也于1991年改名为“青年左翼”。
该组织的意识形态是共產主義、革命社会主义、女性主义、马克思主义。该组织的总部位于斯德哥尔摩。该组织的主席是艾娃·鲁德伯格，秘书长是米卡·布罗瓦尔。2020年，该组织有1739名成员。该组织是北欧社会主义青年的成员。